# Don Hood
Don Hood (Marks, Misisipi, Estados Unidos, 25 de noviembre de 1940 - Baton Rouge, Luisiana, Estados Unidos, 21 de marzo de 2003), nombre artístico de Donald Floyd Hood, fue un actor estadounidense.

## Vida y carrera
Don Hood empezó su carrera como actor en 1975. Es conocido por películas como Ausencia de malicia (1981), Su juguete preferido (1982) y Tribunal en fuga (2003) aunque también apareció en series de televisión como protagonista huésped. Continuó siendo actor hasta el fin de sus días. 
Estaba casado con Martha Seitzle y murió el 21 de marzo del 2003 por parálisis de corazón. Fue enterrado en su pueblo natal.

## Filmografía (selección)
- 1975: Dead Man on the Run (película para televisión)
- 1976: Abejas asesinas (Savage Bees; película para televisión)
- 1978: Murder at the Mardi Gras (película para televisión)
- 1981: Ausencia de malicia (Absence of Malice)
- 1982: Su juguete preferido (The Toy)
- 1984: The Sheriff and the Astronaut
- 1984; Cuando el río crece (The River)
- 1985: Vértigo mortal (Blackout; película para televisión)
- 1986: A la mañana siguiente (The Morning After)
- 1990: Agente oculto (Fear; película para televisión)
- 1990: Venganza ciega (Blind Vengeance; película para televisión)
- 1991: Las dos caras de una traición (Doublecrossed; película para televisión)
- 1992: Wild Card (película para televisión)
- 1994: Someone she knows (película para televisión)
- 1998: Mr. Murder
- 1999: Lush
- 2001: Error médico (Malpractice)
- 2003: Tribunal en fuga (Runaway Jury)